# Sicyonia furcata
Sicyonia furcata is een tienpotigensoort uit de familie van de Sicyoniidae. De wetenschappelijke naam van de soort is voor het eerst geldig gepubliceerd in 1878 door Miers.